# Yoğuntaş, Kırklareli
Yoğuntaş là một xã thuộc huyện Kırklareli, tỉnh Kırklareli, Thổ Nhĩ Kỳ. Dân số thời điểm năm 2011 là 505 người.